# Isochilus bracteatus
Isochilus bracteatus là một loài thực vật có hoa trong họ Lan. Loài này được (Lex.) Espejo & López-Ferr. mô tả khoa học đầu tiên năm 2000.